# Guerra Civil Afegã (1992–1996)
A fase da Guerra Civil do Afeganistão que durou de 1992 a 1996 começou com a renúncia do presidente comunista Mohammad Najibullah. Isso permitiu a entrada dos grupos de mujahidins em Cabul. O que se viu a seguir foi uma guerra entre as várias facções e etnias para decidir quem iria tomar o poder. Em determinado momento, a capital Cabul e o resto do país estavam divididos em vários fragmentos, dominados por diversos grupos.
Entre abril de 1992 e maio de 1993, havia uma aliança entre as forças da Sura-e Nezar, liderada por Ahmad Shah Massoud, com o General Abdul Rashid Dostum, que liderava forças oriundas do norte do país e o Hezb-e Wahda, que agrupa militantes xiitas. Do outro lado, havia a outra aliança liderada pelo Hezb-e Islami (Partido do Islã), que agrupava militantes oriundos do sul do país liderados por Gulbuddin Hekmatyar.
A partir de maio de 1993, passou a existir uma nova configuração das alianças: de um lado a Shura-e Nezar, todos os comandantes pertencentes à Jamiat-e Islami (Sociedade do Islã), incluindo Ismael Khan, que governava a Província de Herat e outros grupos menores; do outro lado as forças lideradas pelo General Abdul Rashid Dostum, o Hezb-e Islami e o Hezb-e Wahdat, que agrupava militantes xiitas.
Embora não tenha havido nenhuma autoridade central efetiva no período compreendido a partir de abril de 1992, os líderes das principais facções em guerra ocupavam cargos em um governo dividido e ineficaz. Gulbuddin Hekmatyar foi o primeiro-ministro até o final de 1994 e Borhannudin Rabbani do Jamiat-e Islami era o Presidente do Estado Islâmico do Afeganistão. Durante a maior parte de 1994 uma aliança de grupos mujahideen liderados pela Jamiat-e Islami manteve o controle da maior parte de Cabul, e a aliança de oposição liderada pelo Hezb-e Islami controlava outras partes da capital. Outros grupos, aliados a um dos blocos principais, controlavam o resto do país; onde existiam estruturas quase-governamentais.
A partir de fevereiro de 1995, surge uma nova força política, conhecida como o Taleban (estudantes religiosos), que rapidamente tomou o controle de nove das 30 províncias do Afeganistão. Alguns observadores acreditavam que o Taliban era apoiado pelo Paquistão e pela Arábia Saudita. Uma de suas conquistas mais significativas, foi a captura, em fevereiro de 1995, da sede do Hezb-e Islami em Charasyab, ao sul de Cabul.
Essa etapa da guerra civil só foi terminada quando o Taliban, uma organização extremista, assumiu o controle de facto de mais da metade do Afeganistão (incluindo a própria capital Cabul), conquistada em 27 de setembro de 1996.
Em 1996, os fundamentalistas do Taliban formaram um novo regime chamado de Emirado Islâmico do Afeganistão que, embora não reconhecido internacionalmente, exercia a real autoridade sobre boa parte do território afegão, impondo à população uma visão estrita da Charia, lei islâmica, nas regiões que controlavam. O governo deposto fugiu para o norte e formou uma frente de resistência aos extremistas que dominavam a nação, chamada de Aliança do Norte, na província de Jowzjan, que fica na fronteira tríplice entre o Afeganistão, Turcomenistão e o Uzbequistão.

## Crimes de Guerra
O Projeto Justiça para o Afeganistão, destaca os seguintes incidentes dentre os possíveis crimes de guerra que deveriam ser investigados durante o período compreendido entre 1992 e 1996:
- O Massacre de Afshar e estupros em massa em Cabul, atribuídos à Abdul Rasul Sayaf, líder do Ittihad-i Islami Jamiat e forças da Jamiat/Shura-i Nazar comandadas por Ahmad Shah Massoud, em fevereiro de 1993, que atingiu principalmente civis da etnia hazara;
- Torturas, tomadas de reféns e execuções sumárias atribuídas aos comandantes da Hizb-i Wahdat em Cabul e em Mazar-i Sharif;
- Bombardeios indiscriminados em Cabul por todas as partes envolvidas no conflito, entre 1992 e 1995, com um foco particular sobre a Hizb-i Islami;
- Agressões sexuais, execuções sumárias de prisioneiros e outros abusos cometidos por comandantes da Junbish em Cabul e no norte do país..[6]